# Гуади, Агезе
Агезе Гуади (ивр. גואדה אגזה‎; род. 11 сентября 1989, Эфиопия) — израильский легкоатлет эфиопского происхождения, специалист по бегу на длинные дистанции и марафону. Выступал на профессиональном уровне в 2011—2022 годах, победитель и призёр ряда крупных международных стартов на шоссе, участник летних Олимпийских игр в Рио-де-Жанейро.

## Биография
Агезе Гуади родился 11 сентября 1989 года в Эфиопии в общине эфиопских евреев, седьмой из девяти детей в семье. В 2002 году в возрасте 13 лет вместе с родителями совершил алию и затем постоянно проживал в Израиле — находился в центре приёма мигрантов в Беэр-Шеве, посещал школу-интернат недалеко от Хадеры.
Служил техническим квартирмейстером в Армии обороны Израиля, позднее работал официантом в кафе, грузчиком, учителем физкультуры в школе в Нетании.
Увлекался бегом с юных лет, выступая за клуб «Хапоэль» (Эмек-Хефер), имел успех на юношеских и юниорских соревнованиях.
Впервые заявил о себе на международном уровне в сезоне 2011 года, когда вошёл в состав израильской сборной и выступил на молодёжном европейском первенстве в Остраве, где в зачёте бега на 10 000 метров занял 21-е место.
С 2012 года учился на спортивном отделении в Институте имени Вингейта, тренировался в группе Зохара Земиро.
В 2015 году выиграл бронзовую медаль на чемпионате Израиля по полумарафону в Бейт-Шеане.
В 2016 году с результатом 2:18:54 занял 27-е место на Роттердамском марафоне, финишировал 78-м в полумарафоне на чемпионате Европы в Амстердаме. Выполнив олимпийский квалификационный норматив (2:19:00), удостоился права защищать честь страны на летних Олимпийских играх в Рио-де-Жанейро — здесь в программе марафона показал время 2:30:45, расположившись в итоговом протоколе соревнований на 121-й строке.
В 2017 году занял 59-е место на Берлинском марафоне (2:23:03).
В 2018 году финишировал третьим на чемпионате Израиля по марафону (2:21:31).
В 2019 году был пятым на чемпионате Израиля (2:18:17), 44-м на Берлинском марафоне (2:15:46).
В 2020 году стал седьмым на чемпионате Израиля по полумарафону и 34-м на Севильском марафоне, в обоих случаях установил свои личные рекорды — 1:05:26 и 2:12:06	соответственно.
В 2021 году пришёл к финишу вторым на Иерусалимском марафоне (2:29:49), показал 62-й результат на Валенсийском марафоне (2:18:17).
В 2022 году занял четвёртое место на Тель-Авивском марафоне (2:24:14), превзошёл всех соперников на Иерусалимском марафоне (2:37:17).